# کارولین هنسی
کارولین هنسی (انگلیسی: Carolyn Hennesy؛ زادهٔ ۱۰ ژوئن ۱۹۶۲) یک هنرپیشه، و پدیدآور اهل ایالات متحده آمریکا است. وی از سال ۱۹۹۲ میلادی تاکنون مشغول فعالیت بوده‌است.
از فیلم‌ها یا برنامه‌های تلویزیونی که وی در آن نقش داشته است می‌توان به بامبی دو، کلیک، فرزند خواندگی مرگبار، جسی و باشگاه کوگر اشاره کرد.